# Đèo Làng Mô
Đèo Làng Mô là đèo trên đường tỉnh 128 ở vùng đất giáp ranh giữa xã Làng Mô và Tả Ngảo huyện Sìn Hồ tỉnh Lai Châu, Việt Nam .

## Vị trí
Đường tỉnh 128 ở huyện Sìn Hồ nối từ ngã ba Nậm Cầy 22°12′21″B 103°10′19″Đ / 22,205925°B 103,172039°Đ trên quốc lộ 12 ở xã Chăn Nưa, qua thị trấn Sìn Hồ 22°21′35″B 103°15′02″Đ / 22,359586°B 103,250646°Đ lên phía bắc huyện.
Đèo Làng Mô dài 20 km, đường đèo rất hẹp chỉ rộng khoảng 4m, đỉnh đèo ở độ cao 1400m, nơi đây có thể nhìn xuống thung lũng có độ cao 400m so với mặt nước biển.
Đèo Làng Mô cách ngã ba Nậm Cầy cỡ 20 km. Trên thực tế theo đường tỉnh 128 lên trung tâm hành chính xã Làng Mô thì dốc ở km 10 với các cua tay áo hiểm trở hơn, nhưng không rõ tên.
Ngã ba Nậm Cầy cách thị xã Mường Lay cỡ 17 km theo quốc lộ 12 .